# Knut Fuchs

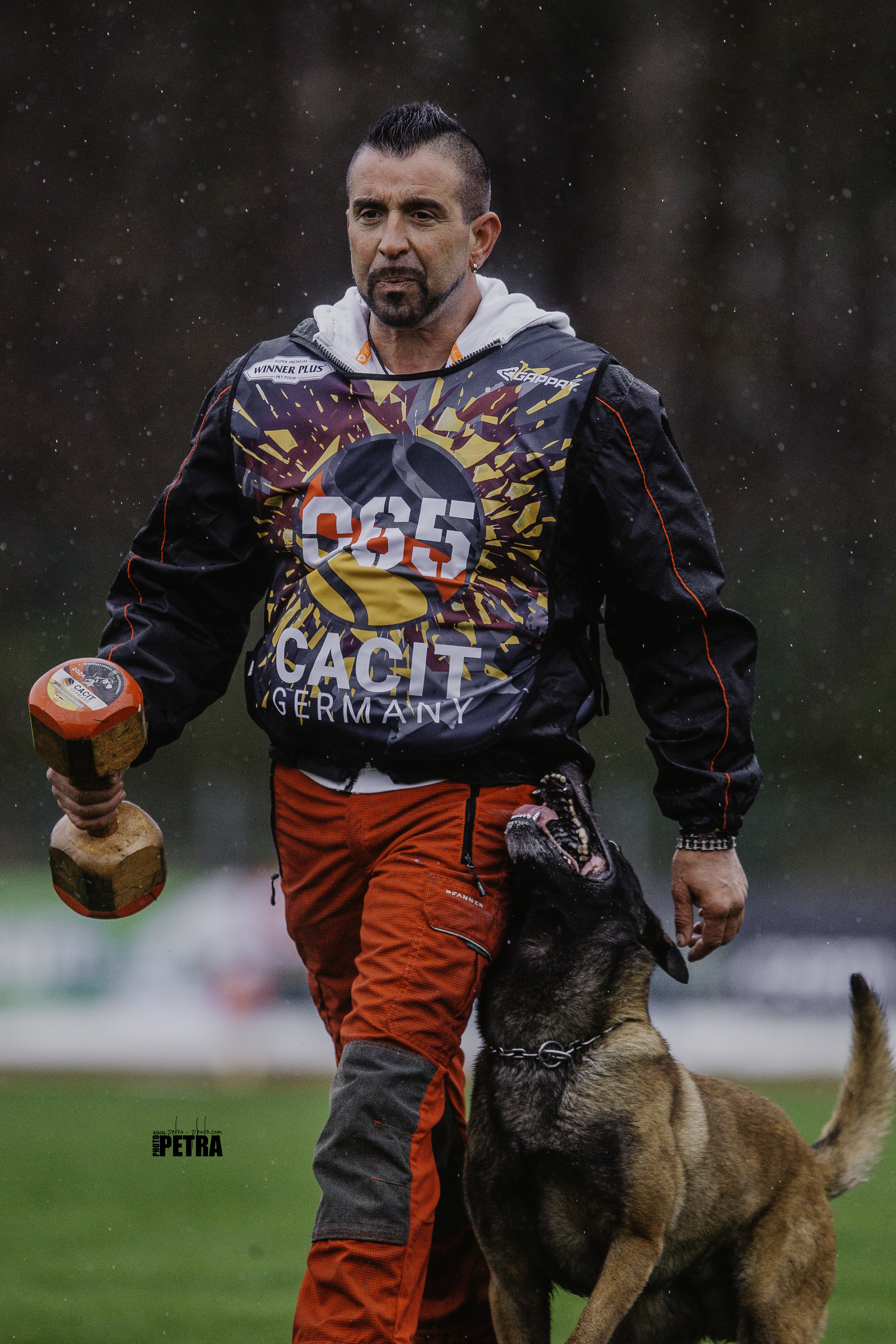
Knut Fuchs mit Activ Jerte Maicono livre – CACIT Germany 2024 Braunsbedra

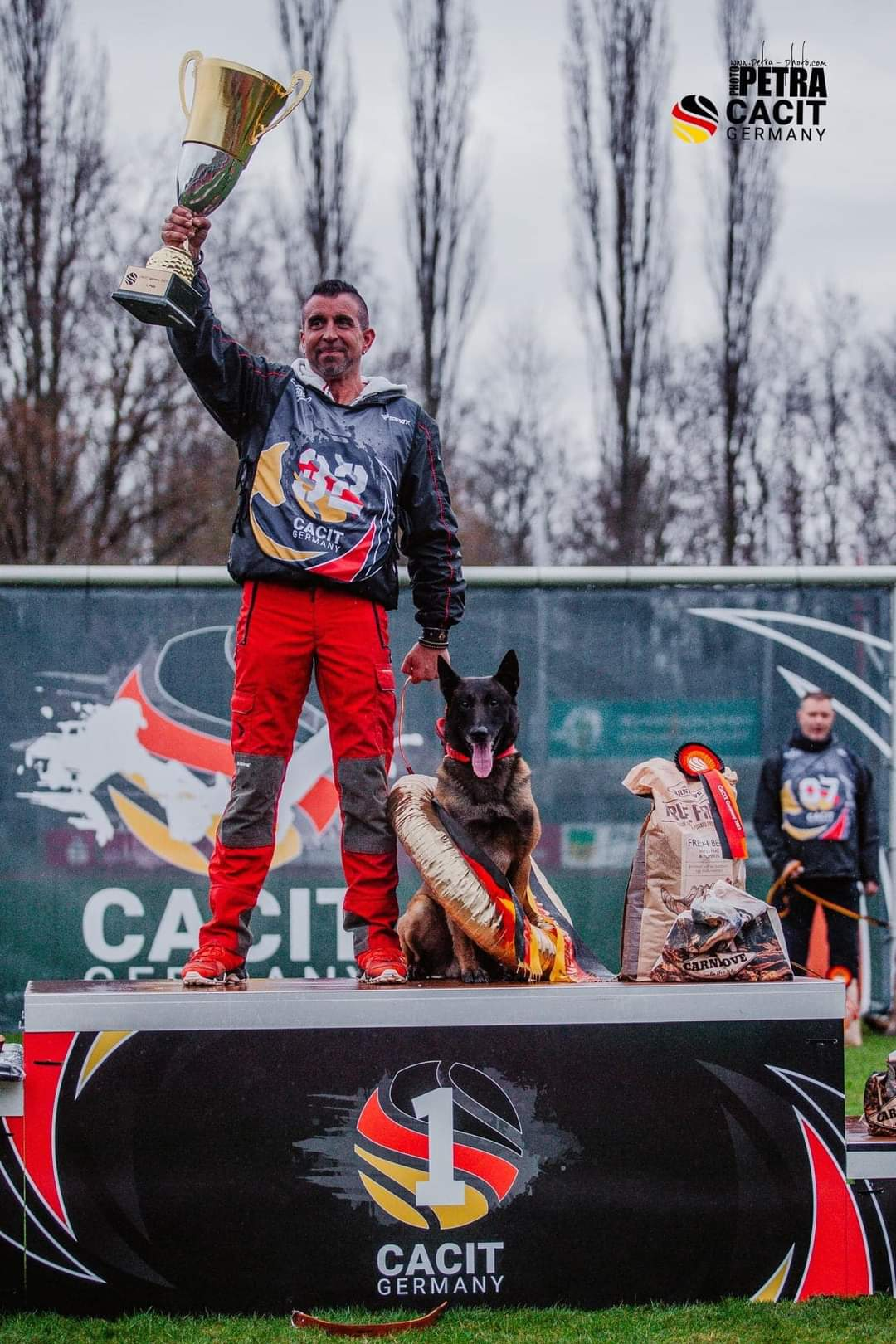
Knut Fuchs mit Activ Jerte Maicono livre – CACIT Germany 2023 Braunsbedra

Knut Fuchs (* 17. Dezember 1973) ist ein deutscher Hundesportler, Hundetrainer und Hundezüchter im DMC OG Leichlingen e. V. und DVG MV Düsseldorf Eller.

## Leben
Fuchs begann im Alter von 9 Jahren im IBC Langenfeld mit dem IGP-Sport.
Mit der Malinoishündin Askia vom Roten Falken startete Fuchs auf nationalen und internationalen Meisterschaften außerhalb seiner Ortsgruppe, dem Boxer-Klub Gruppe Leichlingen (heute Deutscher Malinois-Club OG Leichlingen). Mit dem Rüden Klemm vom Roten Falken wurde Fuchs 1998 und 1999 deutscher Meiter im Deutschen Hundesportverband (DHV), 1999 und 2000 Verband für das Deutsche Hundewesen (VDH) deutscher Meister sowie und FMBB Weltmeister im Jahre 2000 und Fédération Cynologique Internationale (FCI) Weltmeister in den Jahren 2001 und 2002. 1998 und 2002 war er Vize im DMC Championate.
Mit dem deutschen Schäferhund Dago vom schwarzen Pegasus nahm er 2002 an der Landesgruppenausscheidung und der LG-FCI der Landesgruppe Rheinland im Verein für Deutsche Schäferhunde (SV) und der SV Bundessiegerprüfung teil. Er wurde 2003 zweiter bei der LG-FCI der Landesgruppe Rheinland und nahm erneut an der Landesgruppenausscheidung sowie der SV Bundes-FCI und der SV Bundessiegerprüfung teil.
2013 gewann Fuchs mit seinem Rüden Orcan vom Further Moor das DMC Championat und wurde dritter bei der FMBB WM in Slowenien.
Im Jahre 2018 führte Fuchs einen Sohn von Orcan und gewann die VDH DM und wurde abermals Weltmeister der FCI. 2023 führte Fuchs seinen Rüden Activ Jerte Maicono Livre und gewann mit ihm das erste CACIT Germany und sicherte sich bei der Golden League den 2. Platz.
Fuchs führte insgesamt über 100 überregionale Prüfungen und stand 40-mal auf dem Podium.
Er züchtet mit seinem Zwinger Vom Further Moor seit einigen Jahren selbst Malinois im deutschen Malinois-Club. Sein Zwinger hat drei Weltmeister hervorgebracht.
Fuchs ist gelernter Industriemechaniker und Chemikant und ist angestellt bei einem Unternehmen in der Schädlingsbekämpfung in Köln. Er lebt in Langenfeld im Kreis Mettmann.

## Erfolge

### International
- 2025: CACIT in Rieden, Deutschland, 3. Platz mit G Keiler Nell's D.A., Malinois
- 2024: CACIT in Apeldoorn, Niederlanden, 1. Platz mit G Keiler Nell's D.A., Malinois
- 2024: CACIT in Braunsbedra, Deutschland 3. Platz mit Activ Jerte Maicono livre, Malinois
- 2023: FCI WM IGP in Nova Gorica, Slowenien, 6. Platz mit Activ Jerte Maicono livre, Malinois
- 2023: CACIT in Łaziska Górne, Polen, 3. Platz mit Activ Jerte Maicono livre, Malinois
- 2023: CACIT Germany in Braunsbedra, 1. Platz mit Activ Jerte Maicono livre, Malinois
- 2019: FMBB WM IGP in Písek, Tschechien, 11. Platz mit Nexor vom Brunsbeker Land, Malinois
- 2018: FCI WM IGP in Lignano Sabbiadoro, Italien, 1. Platz mit Nexor vom Brunsbeker Land, Malinois
- 2014: FCI WM IGP in Malmö, Schweden, 12. Platz mit  Orcan vom Further Moor, Malinois
- 2013: FMBB WM IPO in Koper, Slowenien, 3. Platz mit Orcan vom Further Moor, Malinois
- 2001: FCI WM IGP in Nova Gorica, Slowenien, 1. Platz mit Klemm vom roten Falken, Malinois
- 2000: FMBB WM IPO in Homburg, Deutschland, 1. Platz mit Klemm vom roten Falken, Malinois
- 2000: FCI WM IGP in Baar ZG, Schweiz, 1. Platz mit Klemm vom roten Falken, Malinois
- 1999: FMBB WM IPO Tresses, Frankreich, 4. Platz mit Klemm vom roten Falken, Malinois
- 1999: FCI WM IGP in Stockerau, Österreich, 12. Platz mit Klemm vom roten Falken, Malinois
- 1998: FMBB WM IPO in Harderwijk, Niederlande, 15. Platz mit Klemm vom roten Falken, Malinois
- 1997: FMBB WM IPO in Götzis, Österreich, 2. Platz mit Fitou vom roten Falken, Malinois
- 1995: FMBB WM IPO in Bredene, Belgien, 3. Platz mit Askia vom roten Falken, Malinois
- 1994: FMBB EM IPO in Saint-Imier, Schweiz, 12. Platz mit Askia vom roten Falken, Malinois

### National
- 2018: VDH DM IPO in Velten, 1. Platz mit Nexor vom Brunsbeker Land, Malinois
- 2018: DMC Championat in Syke, 2. Platz mit Nexor vom Brunsbeker Land, Malinois
- 2018: DVG BSP in Gelsenkirchen, 2. Platz mit Nexor vom Brunsbeker Land, Malinois
- 2013: DMC Championat in Auderath, 1. Platz mit Orcan vom Further Moor, Malinois
- 2012: DMC Championat in Großaitingen, 3. Platz mit Orcan vom Further Moor, Malinois
- 2010: VDH DM IPO in Rottweil, 3. Platz mit Leeland vom Further Moor, Malinois
- 2000: VDH DM in Everswinkel, 1. Platz mit Klemm vom Roten Falken, Malinois
- 2000: DMC Championat in Eschweiler, 2. Platz mit Klemm vom Roten Falken, Malinois
- 1999: DHV DM in Hameln, 1. Platz mit Klemm vom Roten Falken, Malinois
- 1999: VDH DM in Pewsum, 1. Platz mit Klemm vom Roten Falken, Malinois
- 1998: VDH DM in Rheine, 1. Platz mit Klemm vom Roten Falken, Malinois
- 1998: DMC Championat in Steinbach (Taunus), 2. Platz mit Klemm vom Roten Falken, Malinois
- 1998: VDH DM in Minden, 3. Platz mit Klemm vom Roten Falken, Malinois
- 1996: VDH DM in Marburg, 3. Platz mit Askia vom Roten Falken, Malinois
- 1993: DMC Championat in Eschweiler, 2. Platz mit Askia vom Roten Falken, Malinois

## Wirken
Knut Fuchs hat innerhalb des Hundesportes weltweit einen großen Bekanntheitsgrad. Er hält weltweit Seminare in Hundesportvereinen, bei der Polizei, der Bundeswehr, dem Zoll sowie für Privatpersonen und lehrt seinen Weg der modernen Hundesportausbildung. Er vermarktet Produkte rund um den Hundesport, sein Name ist eine eingetragene Marke.
Fuchs veranstaltet zusammen mit seinem Verein, dem DMC OG Leichlingen und dem RSV2000, seit 2022 seit 1998 den Adventpokal und seit 2022 die Gala des IGP Sports. Dabei handelt es sich das erste Hallenturnier mit Mannschaftspokal für alle Hunderassen und Prüfungsstufen.

## Werke
- Knut Fuchs: Apportieren von A - Z. Ein Ausbildungsleitfaden von Knut Fuchs. Hrsg.: Knut Fuchs. 2.  Auflage. Selbstverlag, 1. Januar 2015, S. 74.